# 刘程强
刘程强（英語：Low Thia Khiang，1956年9月5日—），新加坡国会前反對黨領袖、新加坡工人党前秘书长，籍貫廣東省揭阳市，潮州人後代。自1991年起，他担任新加坡国会后港區国会议员长达20年。2011年大选率领5人團隊成功攻下阿裕尼集选区。
刘程强於1982年加入新加坡工人党，1991年被选为工人党的副秘书长，也在同年的新加坡大选中在后港选区获胜，开始了他的国会议员生涯。他分别在1997、2001和2006年的大选中连任。
在2001年，刘程强取代惹耶勒南，成为工人党秘书长。惹耶勒南在党内的一些支持者因为这个原因决定退党。2006年，工人黨成為國會最大反對黨，劉程強出任反對黨領袖。
2011年，刘程强率領林瑞蓮、畢丹星等人上陣鄰近後港區的阿裕尼集選區，劉負責勿洛蓄水池－榜鹅區，成功擊敗時任外交部長楊榮文的團隊，成功奪取了新加坡史上第一個由反對黨獲得的集選區。
2015年，刘程强成功捍衞勿洛蓄水池－榜鹅區議席；2018年，刘卸下反對黨領袖及工人黨秘書長職務；2020年宣佈退休。
刘程强是新加坡建國至今服務時間最長的反對黨議員（29年），以及服務時間最長的國會反對黨領袖（14年）。自1991年起，刘程强已连续六次击败执政党人民行动党的候选人，部份選戰更在所屬選區大勝執政黨逾二十個百分點。

## 教育背景
刘程强曾在新加坡南洋大学修读中文系，是新加坡早期的中文精英。

## 演讲
刘程强最引人注目的是他的潮州话演讲，人称“潮州怒汉”。在新加坡政府自1979年講華語運動以来打压汉语方言的大环境下，刘程强还是坚持使用自己的母语潮州话来演讲，深深地吸引了以華裔潮州人为主的后港区居民，也因此得到他们强烈的支持。

## 个人生活
刘程强已婚，并育有二男一女。